# Olha Husenko
Olha Nikolajewna Husenko (* 17. Juli 1956 in Pohreby als Olha Besyk) ist eine ehemalige sowjetische Ruderin.

## Biografie
Olha Husenko war Teil der sowjetischen Crew, die bei den Olympischen Sommerspielen 1976 in Montreal Silber in der Regatta mit dem Achter gewann. Zur Besatzung gehörten neben Husenko auch: Ljubow Talalajewa, Nadeschda Roschtschina, Klavdija Koženkova, Olena Subko, Olha Kolkowa, Nadeschda Roschon, Nelli Tarakanowa und Steuerfrau Olha Puhowska.
Für ihre Leistungen wurde sie als Sportmeisterin der Sowjetunion ausgezeichnet.